# Paralisação dos professores da Virgínia em 2019
A paralisação dos professores da Virgínia em 2019 (também conhecida como RedForEd) foi uma paralisação e protesto de professores que começou em 28 de janeiro de 2019, com professores da Virgínia protestando contra os baixos orçamentos das escolas no estado e os baixos salários dos professores fora da região Norte [en] da Virgínia.

## Contexto
A paralisação foi influenciada em parte pela onda maior de greves de professores nos Estados Unidos, especialmente na esteira da greve de professores em Los Angeles.

## Respostas
A liderança da Câmara dos Delegados da Virgínia propôs, no orçamento fiscal de 2019–20, um aumento salarial de 5% para os professores de toda a Comunidade. A paralisação resultou em um aumento de 5% dos salários.